# Serafino di Strigonio
Serafino (in ungherese Szerafin) (1060 circa – 1104) è stato un arcivescovo cattolico ungherese che ricoprì la carica di arcivescovo di Esztergom dal 1095 circa e fino alla sua morte.

## Biografia
Analogamente ad altri prelati medievali, l'alto lignaggio Serafino fu membro della cappella reale sotto Ladislao I d'Ungheria. La sua prima menzione nei documenti storici risale a un inventario dell'abbazia di Bakonybél del 1086 redatto dallo stesso Serafino, che all'epoca ricopriva la carica di cappellano reale (e quindi era responsabile dell'emanazione dei diplomi reali, poiché prima della fine del XII secolo non esisteva una cancelleria permanente). Considerando la sua posizione, è possibile che nacque intorno al 1060. Insieme ai suoi due co-cappellani, fu presente come testimone alla fondazione dell'abbazia di Somogyvár nel 1091.
Serafino fu eletto arcivescovo di Esztergom negli ultimi mesi del regno di Ladislao, nel 1094 o, più probabilmente, all'inizio del 1095. Un complemento dell'inventario di Bakonybél del XII secolo lo menziona come arcivescovo, dunque durante il regno di Ladislao. Poco prima della sua morte, il re aveva invitato il nipote esiliato Colomanno, di ritorno dalla Polonia, come testimonia la Chronica Picta. Colomanno fu incoronato re da Serafino all'inizio del 1096, il che implica che avesse combattuto per la corona con il fratello Álmos prima di raggiungere un'intesa. Serafino e Colomanno si conoscevano bene, poiché il nuovo monarca era inizialmente stato avviato a una carriera ecclesiastica e fu anche consacrato vescovo durante il regno di Ladislao. La storica Márta Font ha sostenuto che Colomanno potesse essere incoronato solo dopo che papa Urbano II lo avesse sciolto dai voti clericali su richiesta di Serafino.
In qualità di saldo confidente del potere reale, Serafino assistette Colomanno, che abbandonò la politica estera del suo predecessore e appoggiò il papa. Forse Serafino ebbe un ruolo cruciale in questo processo. Ciononostante, Colomanno rifiutò di aderire alla riforma gregoriana ed esercitò l'autorità reale nelle lotta per le investiture i suoi vescovi e abati. Nel maggio del 1099, Serafino scortò il suo monarca a Uherské Hradiště, al confine con la Boemia, per incontrare il duca Bretislao II, dove «rinnovarono i loro secolari legami di amicizia e pace e li confermarono con giuramenti», secondo il cronista coevo Cosma Praghese. In seguito Ermanno, vescovo eletto di Praga e Cosma Praghese furono ordinati sacerdoti da Serafino a Esztergom a giugno. In precedenza, Ermanno era stato nominato vescovo dall'imperatore tedesco Enrico IV di Franconia nell'aprile del 1100, e Serafino riconobbe il diritto di investitura dell'imperatore con la consacrazione, in linea con la posizione di Colomanno.
Intorno al 1100, Colomanno e Serafino convocarono un sinodo a Tarcal, che segnò i primi passi delle riforme su larga scala dell'organizzazione ecclesiastica e del diritto canonico, che caratterizzarono l'arco temporale in cui operò il suo successore di Serafino, Lorenzo (il prologo del primo decreto di Colomanno dedicato a Serafino). Le ottantaquattro tesi del concilio estesero i poteri giudiziari e di governo dei vescovi, oltre alla convocazione biennale dei sinodi in ogni vescovado. Il sinodo rafforzò poi l'autorità dei vescovi sui monasteri benedettini. Queste misure definirono le caratteristiche liturgiche dell'Ungheria per il secolo successivo, fino alla Bolla d'oro del 1222. In seguito, Serafino compilò e raccolse questi decreti in un unico testo, che in seguito fu noto come Primo libro delle leggi di Colomanno. Sulla base dell'errata interpretazione dello studioso e prelato del XVIII secolo Ignác Batthyány, diversi storici, tra cui Gyula Pauler e Levente Závodszky, hanno ritenuto che il primo sinodo di Esztergom si fosse svolto sotto la guida di Serafino. Al contrario, la Chronica Hungarorum di Giovanni di Thurocz afferma con certezza che entrambi i concili ecclesiastici di Esztergom furono convocati dal successore di Serafino, Lorenzo, e dai suoi suffraganei.
Serafino viene menzionato per l'ultima volta nel 1103, quando mediò con successo tra Matteo, vescovo di Veszprém, e Pietro, abate di Pannonhalma, nell'ambito di una controversia legale. Serafino fu il primo arcivescovo di Esztergom i cui sottoposti risultano noti alla storiografia: i membri della cappella episcopale vengono infatti menzionati esplicitamente per la prima volta durante la sua parentesi ecclesiastica. Albertico, il suo cappellano di origine francese, si preoccupò di rielaborare e fornire una fisionomia ai canoni del sinodo di Tarcal, scrivendo in una prosa ritmica nello stile dell'Europa occidentale. Un altro membro del seguito di Stefano era il giovane hospes Fulco, inizialmente vicino al duca Álmos e poi alla cerchia di Serafino. Dopo la morte dell'arcivescovo, Fulco servì cinque vescovi di Veszprém – Matteo, Nana, Martirio, arcivescovo di Esztergom, Pietro e Paolo – come chierico, nonostante il suo stato sociale secolare. Serafino morì nel 1104.